# مارغريتا أف أوغلاس
مارتا مارغريتا أف أوغلاس (بالسويدية: Margaretha af Ugglas)‏ ( ولدت بلقب ستنبك ، من مواليد 5 يناير 1939) هي سياسية سويدية سابقة في الحزب المعتدل .    كانت وزيرة للخارجية ‏ بين عامي 1991 و 1994.
هي ابنة هوجو ستينبيج، مؤسس Investment AB Kinnevik ، وشقيقة جان ستينبيج الذي تولى لاحقا مسؤولية هذا المؤسسة من والدهما. تخرجت من مدرسة ستوكهولم للاقتصاد ، وتزوجت بيرتيل أف أوغلاس الذي أصبح سكرتير الحزب للحزب المعتدل. تقاتلت بصورة مريرة مع أخيها على ثروة العائلة، وانسحبت بعد ذلك من حياة شقيقها وو الشركة. [بحاجة لمصدر]
كانت كاتبة افتتاحية في Svenska Dagbladet لمدة خمس سنوات، وحجزت مقعدافي البرلمان السويدي بين عامي 1974 و 1995.
بعد فوزها في انتخابات 1991 ، أصبحت مارغريتا أف أوغلاس ثاني امرأة تشغل منصب وزيرة خارجية السويد. وشملت فترة ولايتها الانتهاء من المفاوضات التي أدت إلى انضمام السويد إلى الاتحاد الأوروبي .  
في عام 1992 ، إلى جانب مفوضة الاتحاد الأوروبي وتسعة وزراء آخرين من منطقة بحر البلطيق، أسست مجلس دول بحر البلطيق ( CBSS ) وكلية EuroFaculty ‏ . 
خسر الحزب المعتدل انتخابات 1994 وانتخبت عضوا في البرلمان الأوروبي في عام 1995. 
وهي رئيس سابق لمؤسسة Jarl Hjalmarson .

## روابط خارجية
- مارغريتا أف أوغلاس على موقع مونزينجر (الألمانية)